# مهندسی داروسازی
مهندسی داروسازی (به انگلیسی: Pharmaceutical Engineering) مهندسی داروسازی شاخه‌ای از مهندسی است که بر روی کشف، فرمول‌بندی و تولید دارو، فرآیندهای تحلیلی و کنترل کیفیت، و طراحی، ساخت و بهبود سایت‌های تولیدی که دارو تولید می‌کنند، تمرکز دارد. این رشته از رشته‌های مهندسی شیمی، مهندسی زیست پزشکی، علوم دارویی و مهندسی صنایع استفاده می‌کند.

## تاریخچه
انسان‌ها سابقه طولانی در استفاده از مشتقات منابع طبیعی مانند گیاهان به عنوان دارو دارند. با این حال، تا اواخر قرن نوزدهم که پیشرفت‌های فناوری شرکت‌های شیمیایی با تحقیقات پزشکی ترکیب شد، دانشمندان شروع به دستکاری و مهندسی داروهای جدید، تکنیک‌های تحویل دارو و روش‌های تولید انبوه کردند.

## سنتز داروهای جدید
یکی از اولین نمونه‌های برجسته داروی مصنوعی و مهندسی شده توسط پل ارلیش ساخته شد. ارلیش دریافته بود که آتوکسیل، یک ترکیب حاوی آرسنیک که برای انسان مضر است، در کشتن ترپونما پالیدوم، باکتری عامل سیفلیس، بسیار مؤثر است. او این فرضیه را مطرح کرد که اگر ساختار Atoxyl تغییر کند، به‌طور بالقوه می‌توان یک «گلوله جادویی» را شناسایی کرد که باکتری‌های انگلی را بدون هیچ گونه اثرات نامطلوب بر سلامت انسان از بین می‌برد. او بسیاری از ترکیبات ناشی از ساختار شیمیایی آتوکسیل را ایجاد کرد و در نهایت ترکیبی را شناسایی کرد که بیشترین تأثیر را در برابر سیفلیس داشت و در عین حال کمترین ضرر را برای انسان داشت که به سالوارسان معروف شد. سالوارسان به‌طور گسترده‌ای برای درمان سیفلیس طی سال‌ها پس از کشف آن مورد استفاده قرار گرفت.